# Villangómez
Villangoméz ist eine nordspanische Landgemeinde (municipio) mit 232 Einwohnern (Stand: 2024) im Süden der Provinz Burgos in der Autonomen Gemeinschaft Kastilien-León. Zur Gemeinde gehören neben dem Hauptort die Ortschaften Quintanilleja und Villafuertes.

## Lage und Klima
Villangoméz liegt am Río Cogollos in der kastilischen Hochebene (meseta) gut 19 km südsüdwestlich der Provinzhauptstadt Burgos in einer Höhe von ca. 860 m. Das Klima ist gemäßigt bis warm; Regen (ca. 627 mm/Jahr) fällt übers Jahr verteilt.

## Bevölkerungsentwicklung
| Jahr      | 1970 | 1981 | 1991 | 2001 | 2011 | 2021 |
| Einwohner | 581  | 486  | 395  | 329  | 249  | 225  |

## Sehenswürdigkeiten
- Cosmas-und-Damian-Kirche (Iglesia de San Cosme y San Damián) in Villangómez
- Einsiedelei von Fuenteltoro
- alte Brücke

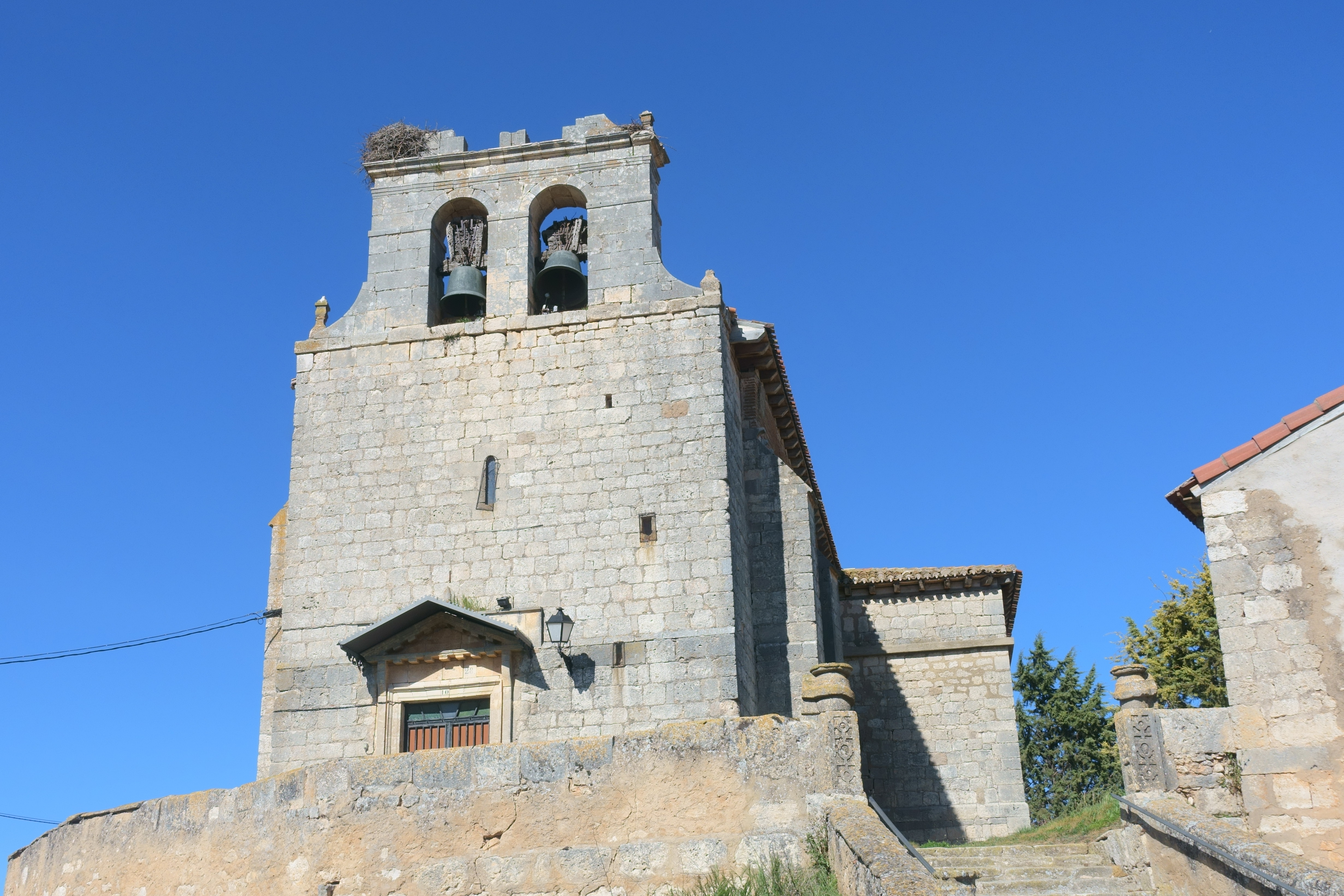
Cosmas-und-Damian-Kirche
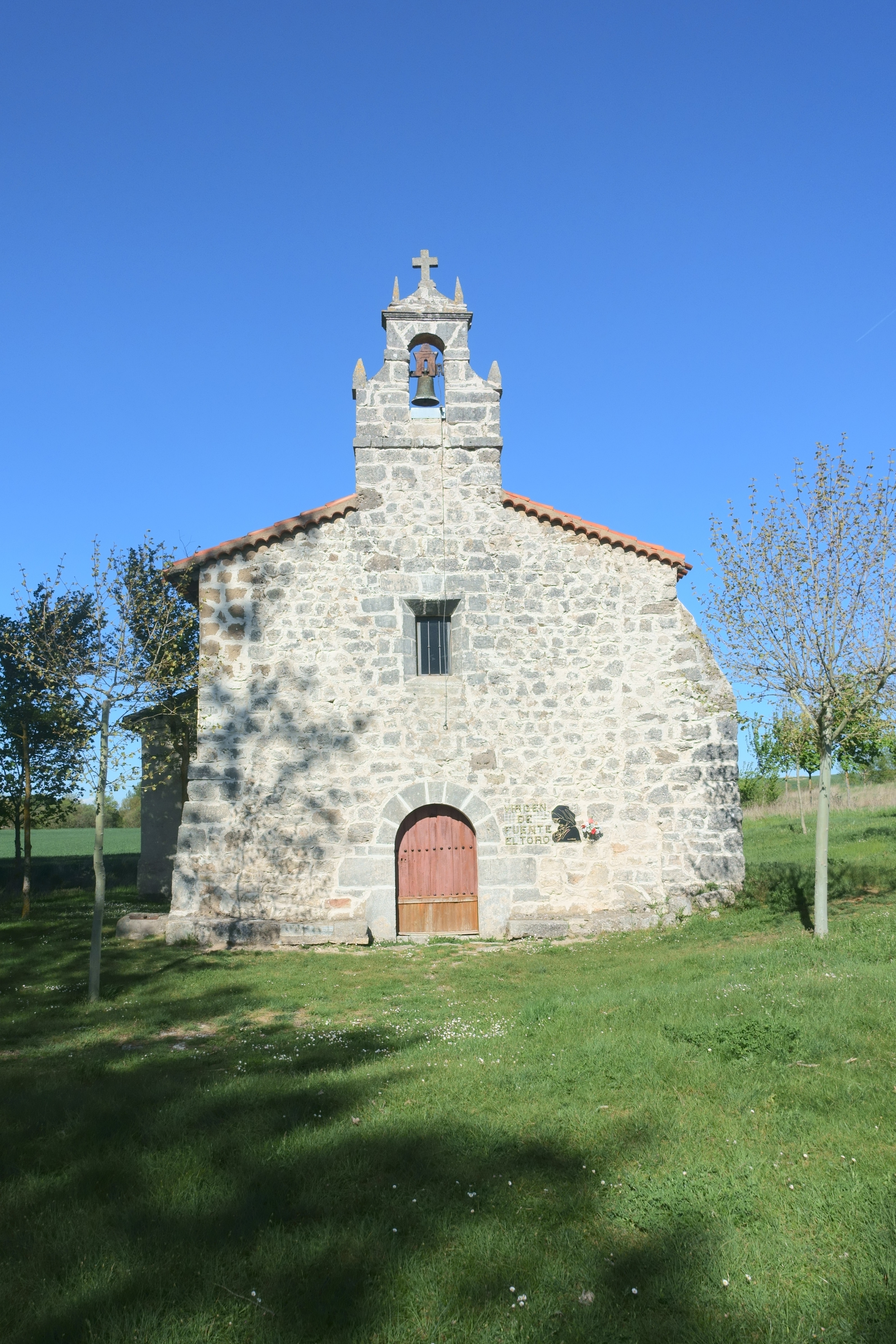
Einsiedelei von Fuenteltoro
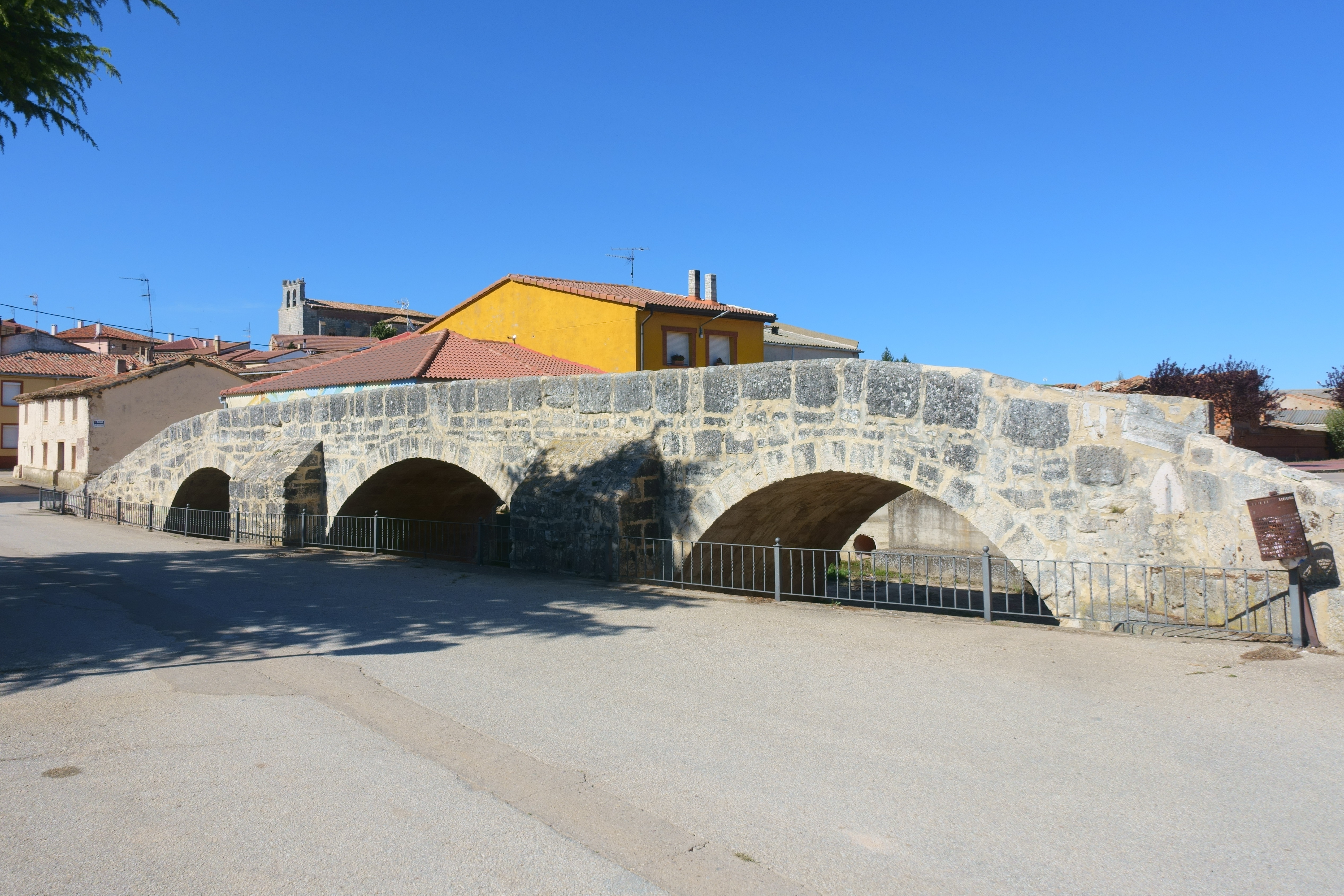
Alte Brücke